# Franz Firsching
Franz Firsching (ur. 1905, data śmierci nieznana) – zbrodniarz hitlerowski, członek załogi niemieckiego
obozu koncentracyjnego Mauthausen-Gusen i SS-Rottenführer.
Z zawodu rzeźnik. Był członkiem Niemieckiego Frontu Pracy. W 1940 został wcielony do Wehrmachtu, z którego 1 września 1944 został przeniesiony do Waffen-SS. Przydzielono go do Florisdorf, podobozu Mauthausen, gdzie pełnił służbę jako strażnik i kierownik kuchni. Niejednokrotnie znęcał się wówczas nad więźniami wielu narodowości. Następnie Firsching został przeniesiony w listopadzie 1944 do podobozu Hinterbrühl, gdzie pozostał do jego ewakuacji 1 kwietnia 1945.    
Franz Firsching został osądzony w procesie załogi Mauthausen-Gusen (USA vs. Waldemar Barner i inni) przed amerykańskim Trybunałem Wojskowym w Dachau i skazany na 3 lata pozbawienie wolności.